# Anna Pammrová
Anna Pammrová (29. června 1860 Kralice nad Oslavou – 19. září 1945 Žďárec) byla moravská spisovatelka, překladatelka, filosofka a feministka. Proslula především po mnoho let vedenou korespondencí s Otokarem Březinou, význam má však i její vlastní tvorba, knižní eseje a poezie a řada článků v dobovém tisku.

## Život

### Mládí
Anna se narodila 29. června 1860 v myslivně Bažantnice (čp. 49) u Kralic nad Oslavou do rodiny Jana Pammra (1823–1903), lesníka ve službách náměšťského hraběte Jindřicha Haugwitze, a jeho manželky Josefy, rozené Měcháčkové (1827–1921). Měla tři mladší sestry: Leopoldinu (1861–1873), Eleonoru (1863–1945) a Antonii (1865–1887).
Když jí bylo šest let, rozhodli se rodiče dát ji na vychování do rodiny její bezdětné kmotry. Anna tedy vyrůstala u Leopolda a Antonie Novákových v Jasenici a v Náměšti nad Oslavou (1876), rodiče navštěvovala jen několikrát do roka. Kmotra jí bránila v kontaktu s jinými dětmi, obstarala jí domácího učitele, ale nechápala její citové potřeby. Anna postupně a z různých zdrojů získala rozsáhlé všeobecné a jazykové znalosti (němčina, francouzština, angličtina). V roce 1875 byla kmotrou poslána do Znojma, kde se rok zdokonalovala v němčině, šití, vyšívání a hře na klavír. Později pracovala dva roky ve Vídni jako vychovatelka v důstojnické rodině.

### Matka a manželka
3. ledna 1884 porodila v Linci první dítě, nemanželskou dceru Almu (1884–1906). Otce své dcery, Leopolda Stögera, si odmítla vzít a vrátila se k rodičům do Jinošova. Vydělávala si výukou jazyků a věnovala se výchově dcery. Na nátlak rodičů navázala známost s lesníkem Františkem Krohem (1856/1857–1915) a přestěhovala se s ním na hájovnu Kozínek u Mohelna a následně do Sedlce. V Sedlci se jí v roce 1891 narodil syn František Pammer. Za jeho otce Františka Kroha se v Sedlci provdala 1. července 1893. Manžel byl hrubián a despota, svou ženu prý zapřahal do postroje pro krávy, v němž musela odvážet seno a stelivo z lesa či vyvážet hnůj, a bránil jí ve čtení knih a psaní. Roku 1896 byl Kroh jako nespolehlivý přeložen do vzdálené víckovské myslivny u Žďárce, Anna se přestěhovala s ním, ale manželství již nefungovalo. Oficiálně byli rozvedeni až 16. ledna 1904.

### Život po rozvodu
V roce 1899 si Anna nechala postavit nedaleko Žďárce jednoduchý dřevěný domek, kam se s dětmi přestěhovala. Strádala zimou i nedostatkem prostředků, cítila se však konečně svobodná. Její dcera Alma v roce 1906 zemřela na tuberkulózu, syn František Kroh uprchl v létě roku 1914, před vypuknutím války, bez rozloučení do Ameriky. S matkou však vedl korespondenci prostřednictvím spisovatelky Pavly Moudré. V roce 1922 si Anna nechala postavit nový, zděný domek a nadále žila v samotě, v souladu s přírodou, studovala a psala. Výjimkou z minimálních styků s příbuznými a přáteli byly kontakty s rodinou Havlových, která měla nedaleko své letní sídlo. Od roku 1932 byla členkou Moravského kola spisovatelů (MKS). Zemřela v roce 1945.

### Přátelství s Otokarem Březinou
Když se Anna Pammrová po narození dcery Almy vrátila k rodičům do Jinošova, seznámila se na podzim roku 1887 s Václavem Jebavým, pozdějším básníkem Otokarem Březinou (1868–1929), který byl v Jinošově učitelem. Ze vzájemného porozumění vznikla rozsáhlá korespondence. Anna Pammrová si s Otokarem Březinou dopisovala až do jeho smrti, s výjimkou ročního období 1891–1892 a tříleté pauzy po sňatku s Františkem Krohem, v letech 1893–1896. Toto přátelství ovlivnilo i tvorbu obou autorů. Novinářka a spisovatelka Božena Neumannová uvedla v Rozpravách Aventina (ještě za života A. P.), že to byla právě ona, kdo budoucího básníka přivedl ke tvorbě poezie. Dopisy Otokara Březiny, které byly A. Pammrové adresovány v letech 1903–1928, vydala adresátka v roce 1933 tiskem.

### Zajímavost
Od roku 1996 existuje v Tišnově Společnost Anny Pammrové, která se věnuje životu a dílu spisovatelky.

## Dílo

### Myšlenkový základ
Na její myšlenkový profil působila, kromě těžkých životních zkušeností, staroindická moudrost, okultismus a teosofie, myšlení J. J. Rousseaua, L. N. Tolstého, Th. Lessinga, konfrontace s filozofií A. Schopenhauera a F. Nietzscheho, a zejména duchovní přátelství s O. Březinou (jejich korespondence trvala 40 let, osobně se setkali jen několikrát). Filosoficky se zabývala třemi hlavními tématy: feminismem, kde sleduje otázku ženské emancipace a z hlediska vlastních zkušeností odsuzuje mužskou nadřazenost a zotročení ženy; kritikou moderní civilizace – byla přesvědčená, že člověk se může zachránit jen v samotě, kritizovala společnost technického věku i sociální nespravedlnost – a výzvou k nápravě protipřírodního myšlení a jednání, kde je vidět vliv Rousseauovy filosofie. Vyzývala k nastolení nového, hlubšího vztahu k přírodě. Existenci sice zobrazovala pesimisticky jako absurdní, z jejích deníků vysvítá, že několikrát uvažovala o sebevraždě, její negativismus je však doplňován vizí „zářného cíle“, „krásy Všeživota“.

### Knihy
- Alfa: embryonální pokus o řešení ženské otázky – Klatovy: Cyrill Method Höschl, 1917
- O mateřství a pamateřství: podivné úvahy Anny Pammrové – Klatovy: C. M. Höschl, 1919
- Cestou k zářnému cíli – Klatovy: C. M. Höschl, 1925 — 2. vydání:Tišnov, Sursum, 2017
- Zápisky nečitelné – Brno: Za lepším životem, 1936

- Odezva z lůna stvoření – dřevoryty vyzdobil Karel Formánek. Brno: vlastním nákladem, 1937
- Zrcadlo duše – úvod napsal a uspořádal Jiří Vitula, Brno: Brněnská tiskárna, 1945
- Antieva – knižní vydání z rukopisu – Tišnov: Sursum, 2003
- Divočinu slov mi nech – výbor poezie, edičně připravil a doslov napsal Jiří Kuběna. Brno: Vetus Via, 2000; 2. vydání Tišnov: Sursum, 2025
- Anna Pammrová: dopisy – slečně M. Zinfelové, c. k. bernímu radovi panu E. Zinfelovi (1916–1923, 1940), manželům Emilii a Ing. Václavu Havlovým a jejich synům Ing. V. a M. Havlovým (1915–1926) – editor Ladislav Soldán, Tišnov: Společnost Anny Pammrové, 2009

### Drobné tisky
- Doplněk informace neuspokojivé – Brno: Družstvo MKS, 1931
- In memoriam: k desátému výročí smrti Otokara Březiny – sborník vzpomínek básníkových přátel Anny Pammrové, Františka Bílka a Jana Vrby. Praha: Josef Hofmann, 1939
- Mé vzpomínky na Otokara Březinu – lept Jan Konůpek. Praha: J. Picek, 1940

- Stíny světla – Ladislav Palas; [Anně Pammerové]; kresby K. Těšíka provedeny v olovorytu a grafické úpravě Oldřichem Elblem. Brno: Joža Jícha, 1941
- Žena s duší lesa: z dopisů Anny Pammrové Leonoře Pamrové Pohorské – výbor sestavil a napsal úvod Lumír Kuchař; ilustrace Antonín F. Stehlík, Třebíč: Okresní knihovna, 1970
- Anagogické meditace – k snazšímu porozumění poezie Březinovy podává Alfa; nedatovaný rukopis. Praha: Kobylisy, 1995
- Ohlas předvěkých svatých lesů – 19--

### Překlady
- Výlety do nebe – Camille Flammarion. Praha: Hejda & Tuček, 1909[11]
- Paní s fialkovýma očima – Paul Margueritte; in: 1000 nejkrásnějších novel č. 63. Praha: J. R. Vilímek, 1914
- Mazdaznanská dietetika a kuchařka. Díl I, Dietetika – Otoman Zar-Adusht Ha’nish; sestavila Bedřiška Ammannová, z němčiny. Klatovy: C. M. Höschl, 1915
- Zdravovědné pokyny dle Mazdaznanu – E. Gewinn; z němčiny. Klatovy: C. M. Höschl, 1916
- Mazdaznanská dietetika a kuchařka. Díl II, Kuchařka – O. Z. Ha’nish; sestavila Bedřiška Ammannová. Klatovy: C. M. Höschl, 1915
- Odplata – Jean Viollis; z francouzštiny; in: 1000 nejkrásnějších novel č. 99. Praha: J. R. Vilímek, 1916
- Život Ježíšův – O. Z. Ha’nish. Klatovy: C. M. Höschl, 1918
- Dějiny jako vsunutí smyslu v nesmyslné – Theodor Lessing. Klatovy: C. M. Höschl, 1919
- Co jest Mazdaznan? Rozumná výživa – z francouzského letáku. Klatovy: C. M. Höschl, 1925

### Časopisecké příspěvky
- Prvé moje setkání s Ot. Březinou, Ženský obzor 1929, č. 3–4
- Neuspokojivá informace Zvídavým, Kolo 1930, 1931
- Z dopisů A. P. neteři Almě, Vlastivědná ročenka okresního archivu v Blansku, 1969 (4)

### Vydala
- Listy Otokara Březiny Anně Pammrové – z originálů opsal, do tisku připravil, tisk knihy řídil a sazbu korigoval Jan Amos Verner. Žďárec: Anna Pammrová, 1933